# إيزابيل غوثير (متزلجة فنية)
إيزابيل غوثير هي متزلجة فنية كندية، ولدت في 2 أبريل 1980.